# Лус, Анита
Анита Лус (англ. Corinne Anita Loos; 26 апреля 1888, Сиссон, Сискию, Калифорния, США — 18 августа 1981, Нью-Йорк, Штат Нью-Йорк, США) — американская сценаристка, драматург и писательница.

## Биография
Анита Лус родилась под именем Анита Лус Коринн в городе Сиссон, штат Калифорния (сегодня Маунт-Шаста), где её отец, Ричард Бирс Лус (англ. Richard Beers Loos, 4 октября 1860 — 6 марта 1944), был журналистом и владел газетой, в которой большую часть издательской работы делала её мать, Минерва «Минни» Смит. У Аниты Лус были два родных брата, старший впоследствии стал основателем медицинского учреждения (англ. Ross-Loos Medical Group).
В 1892 году семья переехала в Сан-Франциско, где Ричард Бирс Лус на деньги, взятые в долг у тестя, купил газету Драматические события (завуалированную версию британской Police Gazette)
Была замужем за американским режиссёром Джоном Эмерсоном.

## Произведения
- «Джентльмены предпочитают блондинок» / Gentlemen Prefer Blondes: The Intimate Diary of a Professional Lady. NY: Boni & Liveright, 1925
- «Но джентльмены женятся на брюнетках» / But Gentlemen Marry Brunettes. NY: Boni & Liveright, 1927